# Anthemoctena
Anthemoctena là một chi bướm đêm thuộc họ Geometridae.

## Các loài
- Anthemoctena lineata Warren, 1895